# Голяма река (приток на Луда Камчия)
Вижте пояснителната страница за други значения на Голяма река.
Голяма река (Алмадере, известна също (на различните места по течението ѝ) и като Боаздере, Шиваровска река, Коджадере) е река в Стара планина, област Бургас – община Руен, десен приток на река Луда Камчия. Дължината ѝ е 25 km.
Голяма река води началото си от извор-чешма на 554 м н.в. в източната част на Карнобатска планина, на 1,3 км южно от село Зайчар, община Руен. До село Ябълчево тече в източна, а след селото в северна посока в широка долина. След село Шиварово долината ѝ се стеснява и придобива проломен характер. Влива се отдясно в река Луда Камчия на 94 м н.в., на 400 м западно от село Дъскотна, община Руен.
Площта на водосборния басейн на реката е 113 км2, което представлява 7,0% от водосборния басейн на река Луда Камчия.
Основен приток: Каяджикдере (ляв).
Реката е с дъждовно-снежно подхранване с максимален отток през месец март-април, а минимален – септември-октомври.
По течението на реката са разположени 4 села в Община Руен: Зайчар, Ябълчево, Вресово и Шиварово.
В горното и средно течение водите на реката се използват за напояване – язовир „Ябълчево“.
На протежение от 13,8 км, между селата Дъскотна и Ябълчево по долината на реката преминава участък от Републикански път III-208 от Държавната пътна мрежа Ветрино – Дългопол – Айтос.

## Топографска карта
- Лист от карта K-35-43. Мащаб: 1 : 100 000.